# Campuscharts
Campuscharts ist eine seit 1999 bestehende Initiative mehrerer Campusradios in Deutschland. Es handelt sich hierbei um eine interaktive Hitparade für die Zielgruppe der Campusradios. Die Idee war, die kommerziellen Chartssendungen anderer Radiostationen entgegenzuwirken und einen Schwerpunkt auf unbekanntere Bands zu legen.
Initiiert wurden die Campuscharts durch die Campusradios NRW; die Konzeption erarbeiteten eldoradio* (Campusradio Dortmund) und CT das radio (Campusradio Bochum).

## Konzept
Jede Woche stehen elf platzierte Titel und acht Neuvorstellungen zur Verfügung. Per Online-Voting haben die Hörer die Möglichkeit, für ihre Lieblingstitel abzustimmen und so die Rangfolge zu beeinflussen. Ein Zeitfenster zur Wahl besteht von Montagabend bis Samstagnacht.
Die acht Neuvorstellungen werden durch die Musikredaktionen der mitwirkenden Campusradios festgelegt. Dabei werden oftmals Musiktitel ausgewählt, die erst in Kürze offiziell veröffentlicht werden.
Ab Montagabend wird die neu ermittelte Hitliste der Woche in der Sendung "Campuscharts" bei den produzierenden Campusradios gesendet. Die Umsetzung und Sendezeit der 60-minütigen Sendung ist variabel. Es werden aber von allen Sendern die identischen Verpackungselemente (Jingles etc.) verwendet.

## Veröffentlichung
Die Campuscharts wurden regelmäßig im Magazin Spiegel veröffentlicht.
Auch der Fernsehsender MTV übernahm – in der inzwischen eingestellten Sendung Spin – alle 4 Wochen die Titel der Campuscharts.